# Sima Qian
Sima Qian (kinesisk: 司馬遷; ca. 145-85 f.Kr.) var en kinesisk historiker under Han-dynastiet. Han kaldes for den kinesiske historieskrivnings fader på grund af sit hovedværk Shiji (史記 "Den store historikers optegnelser"). Dette værk beskriver over 2.000 års kinesisk historie og har lagt grunden for senere tiders kinesiske historieskrivning. Med sin nøgterne, prosaiske stil har værket også fået indflydelse uden for Kinas grænser.